# ГЕС Hànniúhé
ГЕС Hànniúhé (汗牛河水电站) — гідроелектростанція у центральній частині Китаю в провінції Сичуань. Становить нижній ступінь каскаду на річці Hanliuhe, лівій притоці Дадухе, котра в свою чергу є правою притокою Міньцзян (впадає ліворуч до Янцзи). 
В межах проекту долину річки перекрили невеликою водозабірною греблею, створений якою резервуар при довжині лише кілька сотень метрів має об’єм 130 тис м3 (корисний об’єм 117 тис м3). Звідси ресурс транспортується через прокладений у правобережному гірському масиві дериваційний тунель довжиною біля 7 км, який переходить у два напірні водоводи. Останні живлять розміщене у наземному машинному залі генераторне обладнання загальною потужністю 60 МВт. 
Видача продукції відбувається по ЛЕП, розрахованій на роботу під напругою 220 кВ.